# Saint-Glen
Saint-Glen (bretonisch: Sant-Glenn) ist eine französische Gemeinde mit 667 Einwohnern (Stand: 1. Januar 2022) im Département Côtes-d’Armor in der Region Bretagne. Die Einwohner der Gemeinde werden Glénois und Glénoises genannt.

## Geographie
Saint-Glen liegt am Fluss Gouessant, an der südöstlichen Gemeindegrenze verläuft der Quiloury. 
Nachbargemeinden sind Bréhand und Landéhen im Norden, Plénée-Jugon im Osten, Le Mené mit Collinée (Berührungspunkt) im Süden und Trédaniel im Westen.

## Bevölkerungsentwicklung

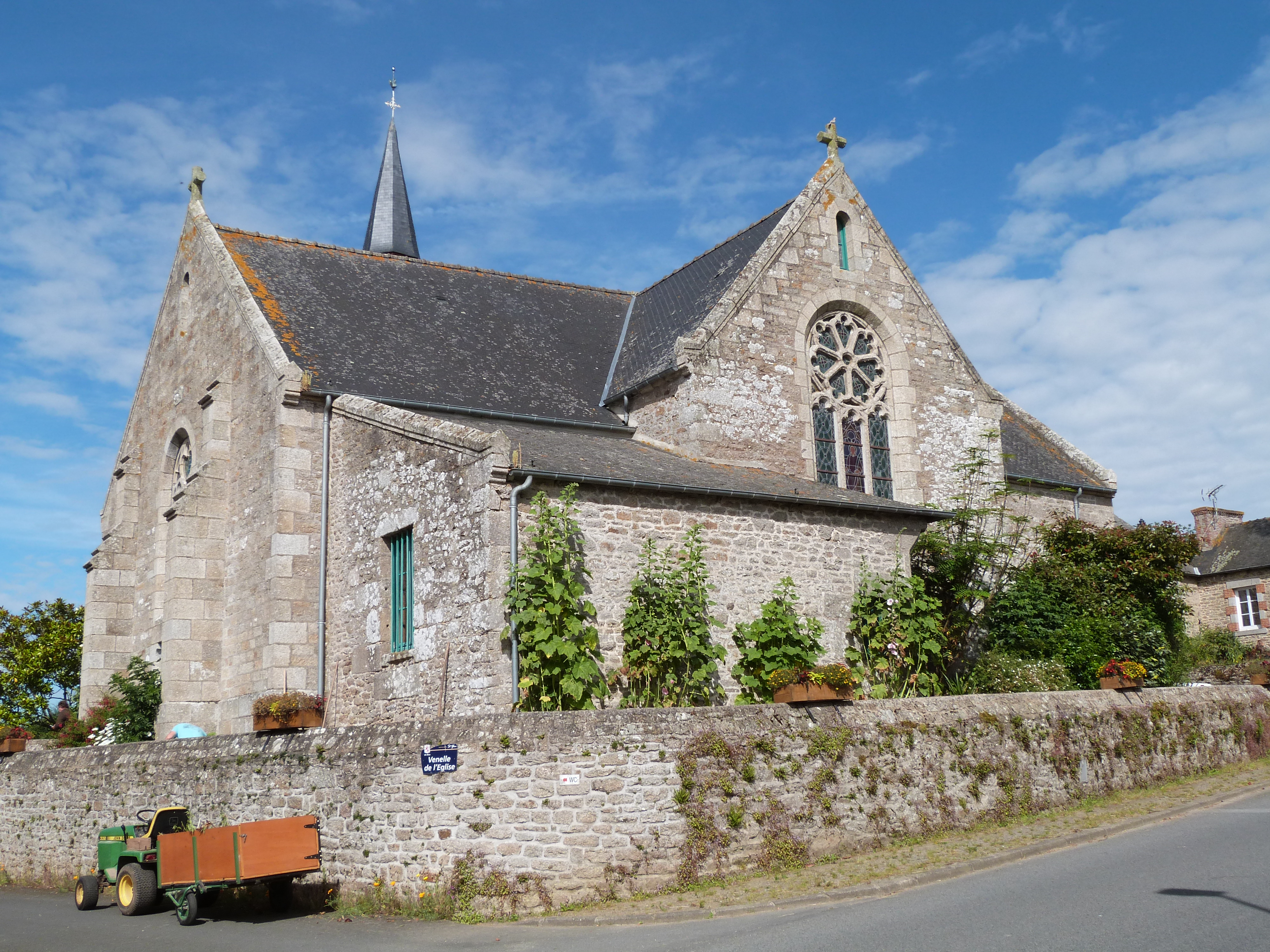
Pfarrkirche Saint-Étienne

| 1962 | 1968 | 1975 | 1982 | 1990 | 1999 | 2008 | 2012 | 2018 |
| 604  | 571  | 563  | 542  | 527  | 555  | 573  | 603  | 634  |